# Scott Holtzman
Scott Aaron Holtzman, född 30 september 1983 i Knoxville, är en amerikansk MMA-utövare som sedan 2015 tävlar i organisationen Ultimate Fighting Championship.